# Andreas Glarner
 Andreas Glarner, né le 9 octobre 1962 à Glaris (originaire de Diesbach), est une personnalité politique suisse, membre de l'Union démocratique du centre (UDC).
Il est député du canton d'Argovie au Conseil national depuis novembre 2015.

## Biographie
Andreas Glarner naît le 9 octobre 1962 à Glaris. Il est originaire d'une autre localité du même canton, Diesbach (ancienne commune de Luchsingen, aujourd'hui Glaris Sud). Il a une sœur. Leur père est menuisier, puis travaille dans le domaine de la publicité ; leur mère est laborantine en chimie. Leur père et leur grand-père sont membres du Parti socialiste. Ce dernier siège un temps au Conseil de ville (exécutif) de Bremgarten.
Après le divorce de ses parents lorsqu'il a treize ans, Andreas Glarner déménage avec sa mère et sa  sœur dans la partie zurichoise de la vallée de la Limmat. Une fois son école obligatoire terminée, il fait un apprentissage de ferblantier en appareils de ventilation, puis suit des cours en gestion d'exploitation et économie d'entreprise.
En 1991, il fonde sa propre entreprise de négoce de systèmes de ventilation. Sa vente en 2006 lui permet de devenir millionnaire. Il fonde en 2011 une nouvelle entreprise, Careproduct, spécialisée dans les dispositifs médicaux. Il la vend en 2018 à Galenica alors qu'elle compte 16 employés. Il fonde en 2021 une nouvelle entreprise dans le commerce du vin.
Il a le grade d'appointé à l'armée. Divorcé et père de deux enfants, il habite depuis 1994 à Oberwil-Lieli, dans le canton d'Argovie.

## Parcours politique
Andreas Glarner adhère à l'UDC en 1992, en plein débat référendaire sur l'adhésion de la Suisse à l'Espace économique européen.
Il est président de la commune argovienne d'Oberwil-Lieli de 2006 à 2017, après avoir été membre de l'exécutif depuis 1998. Il y défraie la chronique en 2015 en refusant d'accueillir huit réfugiés dans la commune,, et en faisant raser une maison qui aurait été susceptible de les accueillir.
Il siège au Grand Conseil du canton d'Argovie du 8 mai 2001 au 30 novembre 2015. Il y préside le groupe parlementaire de l'UDC à partir de 2005.
Il est élu au Conseil national en octobre 2015, après une première tentative infructueuse en octobre 2007,. Il y siège à la Commission des institutions politiques (CIP) et, depuis la fin de l'année 2021, à la Commission de la sécurité sociale et de la santé publique (CSSS).
Il préside l'UDC argovienne depuis le 14 janvier 2020.

### Positionnement politique et associations
Membre de l'Action pour une Suisse indépendante et neutre, Andreas Glarner se situe sur l'aile droite de son parti, et se déclare lui-même un tenant de la ligne dure. Il est membre du comité de PIKOM (Parteiunabhängiges informationskomitee) et rédacteur de sa lettre d'information.
Il est nommé en 2016 responsable au sein de son parti des dossiers de l'asile et de l'immigration. Il s'est opposé aux mesures de lutte contre la pandémie de Covid-19.
Il  affiche son climatoscepticisme à propos du réchauffement climatique d'origine anthropique. Le 20 novembre 2023, il est condamné par un tribunal civil bâlois pour atteinte à la personnalité de la politicienne verte Sibel Arslan, après avoir créé et publié un deepfake mettant celle-ci en scène, et doit s'acquitter de CHF 3842.50 de frais de procédure.
Le 2 juin 2024, Andreas Glarner s'illustre par des propos réduisant l'Islam au terrorisme, diffusés sur les réseaux sociaux. Le Ministère public du Canton de Berne, saisi de l'affaire, décide d'ouvrir une enquête pour discrimination et incitation à la haine. Le 18 novembre 2024, les membres de la Commission de l'immunité du Conseil national (CdI-N) retiennent qu'Andreas Glarner doit répondre de ses actes, comme toute personne privée, et qu'il ne peut se prévaloir de son immunité parlementaire.